# Robert Lecourt

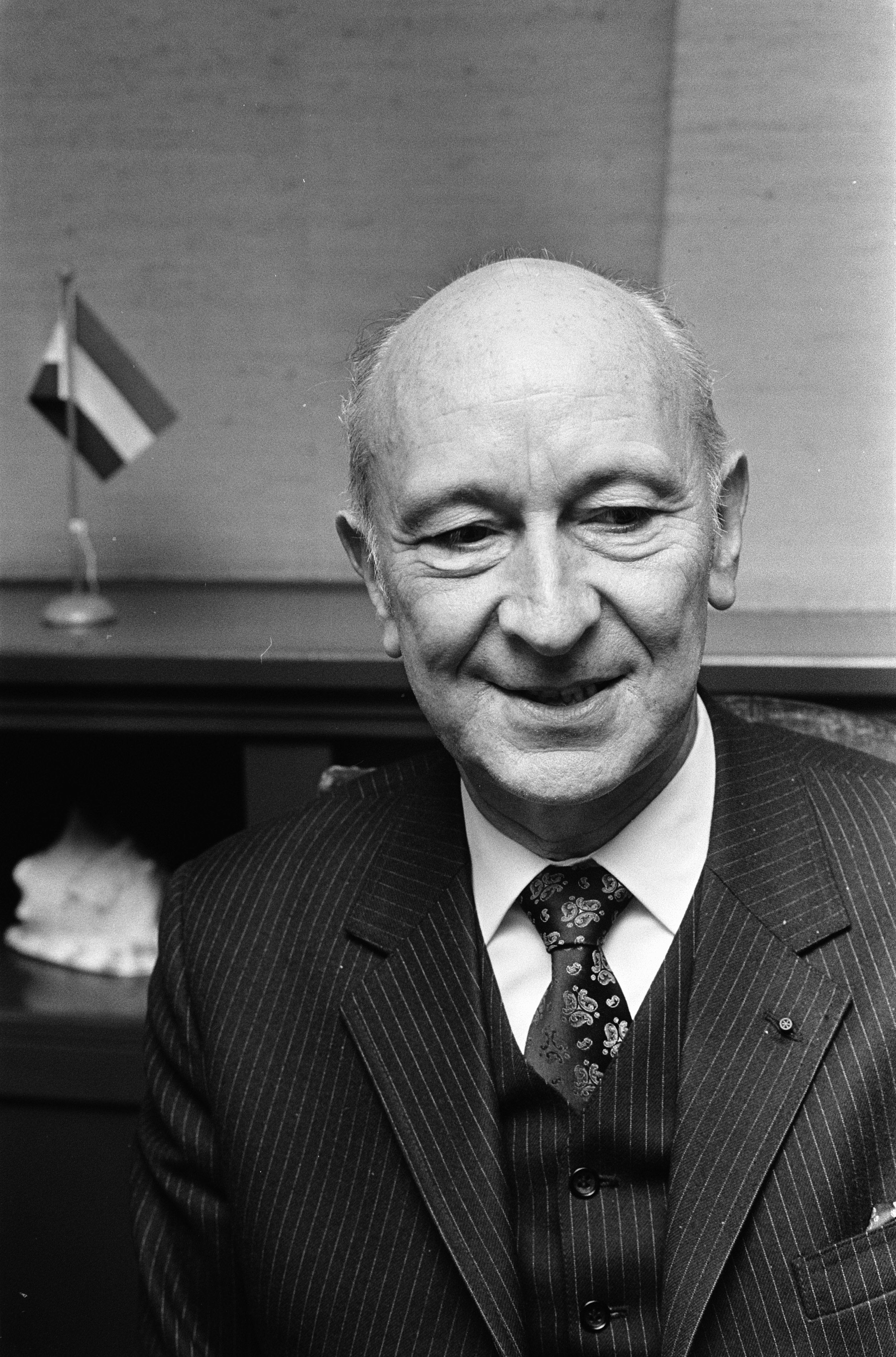
Robert Lecourt

Robert Lecourt (* 19. September 1908 in Pavilly, Département Seine-Maritime; † 9. August 2004 in Boulogne-Billancourt, Département Hauts-de-Seine) war ein französischer Jurist und Politiker der Mouvement républicain populaire (MRP), der zwischen 1946 und 1959 Mitglied der Nationalversammlung war sowie 1948, 1949 sowie zwischen 1957 und 1958 das Amt des Justizministers bekleidete. Später war er zwischen 1959 und 1961 Staatsminister im Kabinett Debré.
1962 wurde Lecourt zum Richter am Europäischen Gerichtshof berufen, dessen Präsident er zwischen 1967 und 1976 war. Zuletzt fungierte er zwischen 1980 und 1989 als Richter am Conseil constitutionnel, dem Verfassungsgerichtshof Frankreichs.

## Leben

### Studium, Rechtsanwalt und Beginn der politischen Laufbahn
Lecourt, Sohn eines Kaufmanns, absolvierte seine schulische Ausbildung am Pensionnat Jean-Baptiste-de-La-Salle de Rouen und begann im Anschluss ein Studium der Rechtswissenschaften an der Universität Caen. Nach Abschluss des Studiums und der Promotion zum Doktor der Rechtswissenschaften mit einer Dissertation zum Thema „Die Rechtsnatur der Handlung in der Wiederherstellung. Eine Studie der französischen Rechtsprechung“ (‚La nature juridique de l'action en réintégrande, étude de la jurisprudence française‘) nahm er 1931 zunächst eine Tätigkeit als Rechtsanwalt in Rouen auf, wechselte aber bereits 1932 als Rechtsanwalt an das Appellationsgericht (Cour d’appel) in Paris.
Daneben begann Lecourt, ein überzeugter Katholik, seine politische Laufbahn, als er von Jean Raymond-Laurent 1934 in die Fédération des Jeunesses Démocrates Populaires (FJDP) aufgenommen wurde, dem Jugendverband der Parti démocrate populaire (PDP). 1936 wurde er Generalsekretär der FJDP und übte diese Funktion bis zum Beginn des Zweiten Weltkrieges 1939 aus. 1936 wurde er zudem Mitglied des Vorstands der PDP und verfasste Artikel für die Parteizeitung L’Aube, in denen er eine kritische Haltung zum Münchner Abkommen vom 30. September 1938 einnahm.

### Zweiter Weltkrieg

#### Mitglied derRésistanceund die Befreiung von Paris
Als Gegner des Nationalsozialismus engagierte sich Lecourt in der Widerstandsbewegung Résistance, in deren Vorstand er seit 1942 Mitglied war. Nach der Befreiung von Paris im August 1944 wurde er für die Résistance Mitglied der Provisorischen Beratenden Versammlung (Assemblée consultative provisoire) in Paris und wurde in dieser zum Mitglied des Ausschusses für Gefangene und Deportierte sowie des Justizausschusses berufen. Er war in dieser Zeit Verfasser einer Resolution, in denen die vollständige Entschädigung von Kriegsschäden gefordert wurde, sowie einer weiteren Resolution, die eine Änderung der Wahlgesetzgebung verlangte, um eine proportionale Vertretung sicherzustellen.
Am 28. Oktober 1944 nahm er an einer Generaldebatte über die allgemeine Regierungspolitik teil, in der er forderte, dass nach dem Gewinn des Krieges sofort mit der Wiederherstellung der Welt begonnen werden sollte, und zwar für die Menschen und nicht für deren Ausbeutung. Dabei stellte er heraus, dass die Zukunft Frankreichs von der Harmonie dreier Elemente abhängen würde: eine legitime Regierung, die Achtung der Menschenrechte und eine Résistance, die sich nicht als große Partei sah, sondern als Vermittler zwischen den Parteien und damit letztlich der öffentlichen Meinung. Die Politik Frankreichs sollte schnellstmöglich wieder in eine Legalität und eine Demokratie zurückgeführt werden. Ferner schlug er wegen der großen Zahl der Gefangenen zumindest die Durchführung provisorischer Wahlen vor. Dabei sollte der Résistance eine bedeutende Rolle bei der Vorbereitung der Wahlen zukommen.

#### Die Debatten zum Justizwesen in der Beratenden Versammlung
Bei einer Debatte am 21. Februar 1945 zur Arbeit der Commission d’Épuration zur Säuberung des Staatsapparates befasste er sich mit der Entfernung der Kollaborateure, um das Land wieder aufzubauen. Eine der Schwierigkeiten lag dabei auch in der Säuberung des Justizwesens. Er stellte fest, dass die Säuberung radikal war, und befürchtete, dass Frankreich am Ende nur einen Untersuchungsrichter hätte, während alle anderen ausgeschlossenen Juristen Philippe Pétain und dessen Vichy-Regime verteidigen würden. Vor dem Hintergrund, dass es fünf Jahre dauern würde, um Richter auszubilden, hielt es Lecourt für achtsam, auch Richter, die mit dem Vichy-Regime und dem Deutschen Reich kollaboriert hatten, im Justizdienst zu halten. Dabei verstand er sich auch als Rechtsanwalt am Appellationsgericht, für den die Rechte der Verteidigung zu achten sind.
Am 15. März 1945 nahm Lecourt an einer weiteren Debatte teil, in der es um die Aufhebung von Enteignungen durch den Feind ging. Er wies darauf hin, dass das Gesetz zwischen Enteignungen unterscheide, in denen der Enteignete seine Zustimmung gegeben hätte, und denen, in denen es keine Zustimmung gab. Die Letzteren sollten aus seiner Sicht nichtig sein, wenngleich die Realität durchaus komplexer war. Allerdings sollte es keine Privilegierung von Enteigneten zu Lasten anderer Kriegsopfer geben. Darüber hinaus drückte er die Hoffnung aus, dass nicht der Staat für Entschädigung aufzukommen habe.
Ferner beteiligte er sich am 25. Juli 1945 an der Debatte zur Wahl einer Verfassunggebenden Versammlung. Dabei sprach er sich deutlich für eine neue Verfassung aus, da die Verfassung von 1875 seit dem Verfassungsgesetz des Vichy-Regimes vom 10. Juli 1940 gestorben sei (‚la constitution de 1875 est morte le 10 juillet 1940‘). Dabei sollte die Verantwortlichkeit der Minister mit der Sorge um Stabilität verbunden werden. Für das Verfahren schlug er eine demokratische Volksabstimmung auf der Grundlage von Artikel 6 der Erklärung der Menschen- und Bürgerrechte vom 26. August 1789 ((Déclaration des Droits de l’Homme et du Citoyen)) vor.

### Vierte Republik

#### Mitglied der Verfassunggebenden Versammlungen
Lecourt, der neben Georges Bidault 1944 zu den Mitgründern der Mouvement républicain populaire (MRP) gehört hatte, kandidierte für die MRP im zweiten Wahlkreis des Département Seine bei den Wahlen am 21. Oktober 1945 für ein Mandat in der Verfassunggebende Versammlung (Assemblée Constituante). Mit 133.702 der 443.058 abgegebenen Stimmen lag die MRP weit vor der Liste der Parti communiste français (PCF) und gewann vier Sitze. Lecourt wurde daraufhin Mitglied des Justizausschusses (Commission de la justice) und forderte in einer Sitzung am 17. Januar 1946 die Zulassung von Frauen zum Richteramt.
Bei der Neuwahl einer Verfassunggebenden Versammlung am 2. Juni 1946 lag die MRP hinter der von Joseph Denais angeführten Liste der Parti républicain de la liberté (PRL) und konnte diesmal mit 107.796 der 452.255 abgegebenen Stimmen zwei Mandate gewinnen. Er wurde daraufhin abermals Mitglied des Justizausschusses und wirkte an den Debatten zur Verfassung vom 13. Oktober 1946 mit, die nach einem Kompromiss der drei großen Parteien MRP, Section française de l’Internationale ouvrière (SFIO) sowie PCF zustande kam und nach ihrer Annahme in einer Volksabstimmung zur Gründung der Vierten Französischen Republik am 21. Oktober 1946 führte.

#### Wahl zum Mitglied der Nationalversammlung 1946
Bei den daraufhin am 10. November 1946 stattgefundenen Wahlen zur ersten Nationalversammlung der Vierten Republik erreichte die von Lecourt angeführte Liste im zweiten Wahlkreis des Département Seine erneut den zweiten Platz mit 109.407 der 452.158 abgegebenen Wählerstimmen und konnte diesmal drei Abgeordnete stellen. In dieser ersten Legislaturperiode wurde er Mitglied des Ausschusses für Verwaltungsreformen (Commission de la réforme administrative) sowie des Finanzausschusses (Commission des finances). Dabei war er am 11. Februar 1947 maßgeblich an einem Gesetz zur Rentenregelung für geschiedene Frauen beteiligt. Da Lecourt zunächst nicht Mitglied der Regierung wurde, übernahm er die Funktion als Vorsitzender der Fraktion der MRP.

#### Justizminister
Am 26. Juli 1948 wurde Lecourt von Premierminister André Marie als Siegelbewahrer (Garde des Sceaux) und Justizminister (Ministre de la Justice) in dessen Regierung berufen und verblieb in diesem Amt bis zum 28. August 1948. Diese Ämter übernahm er anschließend auch in der zweiten Regierung von Premierminister Robert Schuman bis zum Rücktritt am 7. September 1948 nach nur zwei Tagen im Amt. Lecourt wurde daraufhin von Staatspräsident Vincent Auriol beauftragt, Gespräche zum Fortbestand der Regierung zu führen, da er den Rücktritt der Regierung nicht annehmen wollte.
Nach dem Rücktritt von André Marie übernahm Lecourt in der ersten Regierung von Premierminister Henri Queuille am 13. Februar 1949 erneut die Ämter als Siegelbewahrer und Justizminister sowie als Vize-Premierminister (Vice-président du Conseil). In diesen Funktionen stellte er zahlreiche Gesetzesentwürfe vor wie zum Beispiel zur Reform der Strafprozessordnung (Code d’instruction criminelle) und am 24. Februar 1949 zur Aufhebung eines Gesetzes vom 26. Juni 1949 zur Erstellung von Bescheinigung für die Eignung als Rechtsanwalt. Am 31. Juli 1949 folgte die Auflösung der am 26. Juni 1944 geschaffenen Justizgerichte (Cour de justice) und die Abgabe dort noch anhängigen Verfahren an die Militärtribunale. Sein im Juni 1949 im Ministerrat vorgelegtes Amnestiegesetz führte zu umfangreichen Diskussionen, so dass er am 29. Juni 1949 einen abgeänderten Entwurf vorlegte. Premierminister Queuille beauftragte ihn anschließend auch mit dem Entwurf eines Gesetzes für Rückkehrer.

#### Die Affäre Joanovici und Ausscheiden aus der Regierung
Dies führte dazu, dass der Abgeordnete Vincent Badie von der Parti républicain, radical et radical-socialiste (RRRS) den Justizminister um Abgabe einer Erklärung im Falle von Joseph Joanovici aufforderte, der sowohl mit der deutschen Besatzungsmacht als auch mit der französischen Widerstandsbewegung zusammengearbeitet hatte und hierfür 1949 zu einer Haftstrafe verurteilt worden war. Dabei stellte sich heraus, dass Lecourt 1944 für die Résistance ein Schreiben zugunsten eines Mannes namens Spass verfasst hatte, der aber tatsächlich Joanovici war. Daraufhin forderte Badie die Regierung auf, die Gründe für die lange Dauer im Verfahren gegen Joanovici und zu dem Schreiben mitzuteilen. Lecourt verwies auf die kriegsbedingte Situation und die inneren Kämpfe.
Nachdem Georges Bidault am 28. Oktober 1949 Nachfolger Queuilles als Premierminister wurde, schied Lecourt als Justizminister aus dem Ministerium am Place Vendôme aus und übernahm stattdessen wieder die Funktion als Vorsitzender der MRP-Fraktion in der Nationalversammlung.

#### Wiederwahl zum Mitglied der Nationalversammlung 1951
Bei den Wahlen zur Nationalversammlung am 17. Juni 1961 verlor die von Lecourt angeführte MRP-Liste im zweiten Wahlkreis des Département Seine zwei ihrer drei Sitze. Die Liste der MRP lag mit 26.511 der 416.592 abgegebenen Wählerstimmen hinter den Listen der gaullistischen Rassemblement du peuple français (RPF), der PCF, der Rassemblement des gauches républicaines (RGR) sowie der SFIO zurück und war nahezu gleich auf mit der von Jacques Isorni angeführten Liste des Centre national des indépendants et paysans (CNIP).
Nach seiner Wahl wurde Lecourt erneut Mitglied des Finanzausschusses und war ferner Sprecher der MRP-Fraktion für Verfassungsrecht. Während dieser Zeit schlug er am 27. März 1952 vor, die Zahl der Ausschussmitglieder auf 32 zu begrenzen, um die Arbeit der Nationalversammlung im Palais Bourbon zu vereinfachen. Am 22. Dezember 1952 teilte er mit, dass sich die MRP nicht an einem Misstrauensvotum gegen Premierminister Antoine Pinay beteiligen würde, und vertrat zum anderen am 6. Mai 1953 die MRP in der Debatte über den neuen Premierminister René Mayer. In der Folgezeit befasste er sich mit Fragen zur Inflation, zu den Schwierigkeiten im Wohnungsbau, aber auch zur Europäischen Verteidigungsgemeinschaft (EVG). 1953 sprach er sich in den Debatten gegen Paul Reynaud und Pierre Mendès France als Kandidaten für das Amt des Premierministers aus. In einer Debatte vom 27. November 1953 sprach er sich für die Notwendigkeit eines supranationalen Europas aus. Er gehörte zu den wichtigsten Kritikern der Regierung von Premierminister Mendès France und trug maßgeblich zu dessen Abwahl am 5. Februar 1955 bei.
In der am 18. Februar 1955 von Christian Pineau vorgestellten Regierung sollte Lecourt das Amt des Ministers für nationale Verteidigung übernehmen. Hierzu kam es jedoch nicht, da die von Pineau vorgeschlagene Regierung von der Nationalversammlung mit 312 zu 268 Stimmen abgelehnt wurde und stattdessen Edgar Faure am 23. Februar 1955 zum zweiten Mal Premierminister wurde. Diese neuerliche Verfassungskrise führte dazu, dass Lecourt auf die Notwendigkeit einer Verfassungsänderung hinwies und hierzu auch einige Vorschläge unterbreitete.

#### Wiederwahl 1956 und Justizminister 1957 bis 1958
Bei den Wahlen zur Nationalversammlung holte die von Lecourt angeführte Liste der MRP lediglich 20.274 der 491.457 abgegebenen Stimmen im zweiten Wahlkreis des Département Seine und gewann damit nur noch einen Sitz, den er selbst einnahm. Er wurde abermals Vorsitzender der MRP-Fraktion. In dieser Funktion setzte er sich für Verhandlungen mit dem Heiligen Stuhl über die Frage der Schulbildung ein. Am 8. März 1956 stimmte Premierminister Guy Mollet derartigen Verhandlungen zu, die von Lecourt bei einem Treffen am 2. April 1955 mit Papst Pius XII. und dem Pro-Staatssekretär für außerordentliche kirchliche Angelegenheiten, Domenico Kardinal Tardini, vorbereitet wurden.
Am 6. November 1957 wurde Lecourt von Premierminister Félix Gaillard abermals zum Siegelbewahrer und Justizminister in dessen Regierung berufen. Diese Ämter bekleidete er auch in der nachfolgenden Regierung von Premierminister Pierre Pflimlin bis zum 31. Mai 1958. Hierbei setzte er seine Bemühungen zur Reform der Verfassung fort.

### Fünfte Republik

#### Minister im Kabinett Debré
Bei den Wahlen zur ersten Nationalversammlung der am 5. Oktober 1958 gegründeten Fünften Französischen Republik am 30. November 1958 kandidierte Lecourt im Département Hautes-Alpes für das der MRP nahestehende Wahlbündnis Républicains populaires et centre démocratique und wurde erneut Mitglied der Nationalversammlung.
Auf dieses Abgeordnetenmandat verzichtete er jedoch am 8. Februar 1959, nachdem er einen Monat zuvor am 8. Januar 1959 von Premierminister Michel Debré als Staatsminister (Ministre d’État) in dessen Kabinett berufen wurde. Als solcher war er seit dem 27. März 1959 bis zum 5. Februar 1960 Verantwortlicher Minister für Zusammenarbeit (Ministre d’État, chargé de la coopération) sowie im Anschluss vom 5. Februar 1960 bis zum 24. August 1961 Verantwortlicher Minister für die Sahara sowie für die Überseegebiete (Ministre d’État, chargé du Sahara, des TOM et DOM). Nach seinem Rücktritt folgte ihm Louis Jacquinot in diesen Ämtern.

#### Europäischer Gerichtshof undConseil constitutionnel
Am 18. Mai 1962 wurde Lecourt als Nachfolger von Jacques Rueff zum Richter am Europäischen Gerichtshof ernannt. Er war dort bis zum 25. Oktober 1976 tätig und wurde im Anschluss von Adolphe Touffait abgelöst. Während dieser Zeit wurde er am 10. Oktober 1967 auch Nachfolger von Charles Léon Hammes als Präsident des Europäischen Gerichtshofes und war damit der erste und bislang einzige Franzose in dieser Position. Das Amt des Präsidenten des Europäischen Gerichtshofes bekleidete er ebenfalls bis zum 25. Oktober 1976 und wurde danach von Hans Kutscher abgelöst.
Zuletzt wurde Lecourt 1980 auf Vorschlag von Senatspräsident Alain Poher als Nachfolger von Paul Coste-Floret zum Mitglied des Conseil constitutionnel berufen. Er gehörte dem Verfassungsgericht neun Jahre lang bis 1989 an und wurde dann von Jean Cabannes abgelöst.
Für seine langjährigen Verdienste wurde er Kommandeur der Ehrenlegion und Träger des Croix de guerre.

## Veröffentlichungen
- La Réintégrande et les Actions possessoires, 1931
- Manuel de la responsabilité des architectes et entrepreneurs, 1936
- Lutte contre le proxénétisme, 1949
- Les Pessimistes ont-ils raison ?, 1950
- La crise de l’Etat, 1955
- Le Juge devant le Marché commun, 1970
- L’Europe des juges, 1976
- Entre l’Eglise et l’Etat. Concorde sans concordat, 1952-1957, 1978